# Juan Carvajal (Kardinal)

Kardinalswappen von Juan Carvajal (modernes Schema)

Juan Carvajal (* um 1399/1400 in Trujillo, Estremadura, Spanien; † 6. Dezember 1469 in Rom) war ein spanischer Kardinal und päpstlicher Diplomat.

## Kurzvita

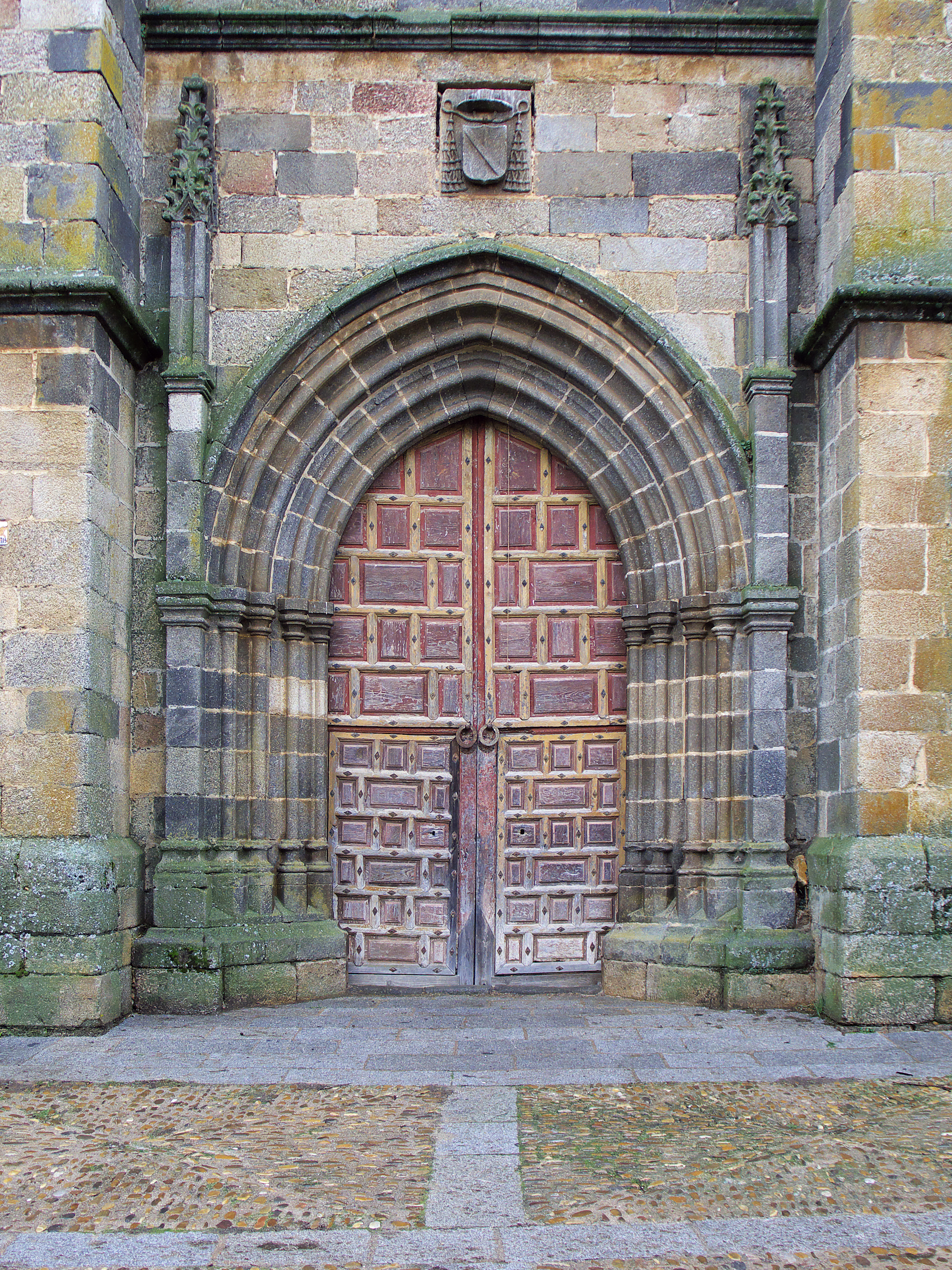
Von Juan Carvajal gestiftetes Portal der Stiftskirche San Martín de Tours in Bonilla de la Sierra.

Er entstammte einem Adelsgeschlecht in der Estremadura und hatte in Salamanca die Rechte studiert.
Seit 1438 war er Auditor der Römischen Rota, seit 1445 Kammerauditor.
Gesandtschaftsreisen nach Venedig und Florenz folgten zwischen 1440 und 1449 zahlreiche Legationen im Heiligen Römischen Reich und in Böhmen, oft in Zusammenarbeit mit Nikolaus von Kues. 1448 handelte er im Auftrag Papst Nikolaus’ V. mit dem späteren Kaiser Friedrich III. das Wiener Konkordat aus.
Bereits Papst Eugen IV. hatte Juan Carvajal 1446 zum Bischof von Plasencia ernannt und ihn in seinem letzten Konsistorium  im Dezember des gleichen Jahres zum Kardinal mit der Titeldiakonie Sant’Angelo erhoben; 1461 stieg er zum Kardinalbischof von Porto auf.
Papst Calixt III. sandte ihn 1455 nach Ungarn, um einen Kreuzzug gegen die Türken zu predigen. Zusammen mit Johannes Kapistran sammelte er eine Streitmacht, welche das Heer des Johann Hunyadi bei Belgrad verstärkte. Weitere Reisen im Donauraum und auf dem Balkan folgten bis 1461.
In einem Brief vom 12. März 1455 berichtete ihm der damalige Sekretär und Rat Kaiser Friedrichs III., Enea Silvio Piccolomini (später Papst Pius II.), vom ersten Bibeldruck. Giovanni Andrea Bussi, Carvajals Sekretär bei der Legation nach Venedig 1466/1467, verfasste später für Konrad Sweynheym und Arnold Pannartz zahlreiche Vorworte.